# 3508 Pasternak
3508 Pasternak eller 1980 DO5 är en asteroid i huvudbältet som upptäcktes den 21 februari 1980 av den rysk-sovjetiska astronomen Ljudmila Karatjkina vid Krims astrofysiska observatorium på Krim. Den har fått sitt namn efter den ryske författaren och nobelpristagaren Boris Pasternak.